# آنجلو لورنزتی
آنجلو لورنزتی (ایتالیایی: Angelo Lorenzetti؛ زادهٔ ۱۱ مهٔ ۱۹۶۴) مربی والیبال اهل ایتالیا است که در حال حاضر هدایت باشگاه والیبال اومبریا که به آن باشگاه والیبال پروجا   (Sir Safety Umbria Volley) نیز گفته میشود___در ایتالیا در سری آ را برعهده دارد.
وی پس از درخشش در قامت سرمربی باشگاه والیبال ترنتینو در سال ۲۰۲۳ به عنوان سرمربی باشگاه مطرح اومبریا معرفی شد.